# Walking Stories
Walking Stories ist eine Filmkomödie von Luca Guadagnino, die er 2013 als Werbefilm für das Haus Salvatore Ferragamo gedreht hat. Die insgesamt acht Episoden des Films wurden ab dem 8. Oktober 2013 nacheinander über die Webseite der Firma ausgestrahlt. Der Trailer zum Film ist seit dem 8. Oktober 2013 über YouTube erreichbar.

## Inhalt
Die romantische Komödie folgt den Spuren einer jungen Frau und ihrer Liebesgeschichte, die im Echo-Park in Los Angeles beginnt und sie nach Shanghai und schließlich Florenz führt.

## Hintergrund
Walking Stories ist der letzte einer Reihe von fünf Kurzfilmen, in denen sich Guadagnino zwischen I Am Love (2009) und A Bigger Splash (2015) mit der Inszenierung von Mode befasst hat. 
Spielorte des Films sind Los Angeles, Shanghai und Florenz, Orte, die für die Geschichte des Hauses Ferragamo von entscheidender Bedeutung waren. In Los Angeles waren Ferragamos Anfänge als Shoedesigner, als er erste Kontakte zu Hollywood knüpfte. Nach seiner Rückkehr aus den Vereinigten Staaten nach Florenz, gründete er dort eine Schuhmanufaktur, die sich seit den 1950er Jahren zu einem der führenden italienische Produzenten von Luxusschuhen und Luxusmode entwickelte. In Shanghai hat Ferragamo 1995 seine erste Verkaufsniederlassung in China gegründet, der allein in Shanghai zehn weitere folgen sollten (Stand 2022). Die Kostüme für den Film entwarfen Heidi Bivens (* 1976) und Mirca Accorsi. Die Filmmusik spielt eine ungenannte Jazzband.
2020 hat sich Guadagnino ein weiteres Mal mit Salvatore Ferragamo befasst, als er auf der Grundlage von dessen Autobiografie den zweistündigen Dokumentarfilm Salvatore Ferragamo, Shoemaker of Dreams gedreht hat. Die Erarbeitung des Drehbuchs, an dem außer Guadagnino auch die Journalistin Dana Thomas (* 1964) beteiligt war, geschah in Zusammenarbeit mit der Fondazione Ferragamo und dem Museo Salvatore Ferragamo in Florenz und erstreckte sich über drei Jahre. Der Film wurde der auf den 77. Filmfestspielen von Venedig außerhalb des Wettbewerbs aufgeführt.